# شطورانجا
الشطورانجا ((بالسنسكريتية: चतुरङ्ग)‏; caturaṅga)، شطرنج، هي لعبة هندية حيث إنها تُعتبر السلف المشترك لألعاب الشطرنج والشروجي والشطرنج التايلاندي (الماكروك) والشطرنج الصيني (xiangqi) والشطرنج الكوري (يانجي).
وقد تطورت لعبة تشاتورانجا في إمبراطورية جوبتا حوالي القرن السادس الميلادي. وفي القرن السابع، تم اعتمادها كـ شطرنج في فارس الساسانية، الذي كان بدوره الشكل الذي جلب الشطرنج إلى أوروبا خلال أواخر العصور الوسطى.
والقواعد الدقيقة للعبة تشاتورانجا ليست معروفة. ويفترض مؤرخو الشطرنج أن اللعبة لديها قواعد مشابهة بتلك القواعد الخاصة بلعبة الشطرنج القديمة. وعلى وجه الخصوص، هناك عدم تيقن بشأن حركات جاجا (الفيل)، الذي يُعتبر سلف البيدق المستخدم في الشطرنج الحديث.

## معلومات تاريخية
تشاتورانجا السنسكريتية caturaṅga هي عبارة مركبة باهوفرية، تعني "امتلاك أربعة أطراف أو أجزاء وفي الشعر الملحمي فإنها تعني في كثير من الأحيان "الجيش". ويأتي الاسم نفسه من أحد تشكيلات المعارك المذكورة في الملحمة الهندية ماهابهاراتا (Mahabharata)، في إشارة إلى أربعة أقسام من الجيش، بمعنى الأفيال والعربات والفرسان والمشاة.
كانت تشاتورانجا تُلعب على لوح غير محدد المربعات مقاس 8×8، يُسمى Ashtāpada. وكانت توجد باللوح بعض العلامات الخاصة، معناها ليس معروفًا اليوم. كانت هذه العلامات غير مرتبطة بالتشاتورانجا، ولكن كان يتم رسمها على اللوح فقط من قبيل التقاليد. واعتقد المؤرخ الكبير المعني بالشطرنج موراي (Murray) أن أشتابادا كان يُستخدم أيضًا لبعض ألعاب مسابقات المكعبات القديمة، ربما كانت مشابهة بلعبة تشاوكا بارا (Chowka bhara)، التي كان لهذه العلامات معنى.
تُعزى أحيانًا إشارة مبكرة إلى لعبة هندية قديمة إلى سوباندو (Subandhu) في روايته فازافاداتا (Vasavadatta) (450 ميلادي):
والألوان ليست هي ألوان المعسكرين، ولكنها تعني أن الضفادع لديها ثياب ذو لونين، أصفر وأخضر.
وتحتوي السيرة الذاتية للإمبراطور هارشا (Harsha Charitha) التي كتبها باناباتا (Banabhatta) (625) على إشارة إلى اسم تشاتورانجا:
بينما هناك القليل من الشك بأن أشتابادا هي اللوحة التي يُمارس عليها اللعب التي تحتوي على عدد 8×8 مربعات، فإن المعنى المضاعف للشاتورانجا، كالجيش ذي الأقسام الأربعة، قد يكون مثيرًا للجدل. وهناك احتمال أن سلف الشطرنج قد ذُكر هناك.
وتم تقديم اللعبة لأول مرة إلى الغرب في كتاب توماس هايد (Thomas Hyde) De ludis orientalibus libri duo، الذي نُشر عام 1694. وفي وقت لاحق، تم نشر ترجمات للعبة من قِبلسير ويليام جونز (Sir William Jones9.

## القطع

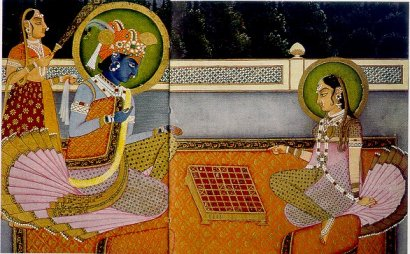
كريشنا ورادا يلعبان تشاتورانجا على لوحة أشتابادا 8×8 مربعات

- راجا (الملك) - يتحرك مثل الملك في الشطرنج.
- مانتري  (وزير)؛ يُعرف أيضًا باسم سيناباتي (جنرال) - يتحرك مربع واحد بشكل مائل، مثل الفرز في الشطرنج القديم.
- راثا (عربة)؛ تُنطق أيضًا ساكاتا - تتحرك مثل الرُخ في الشطرنج.
- جاجا (الفيل) - ترد ثلاث حركات مختلفة في الأدب القديم:
  1. مربعان في أي اتجاه قطري، والقفز فوق مربع، كما هو الحال بالنسبة للفيل في الشطرنج القديم.
    - تُستخدم نفس الحركة بالنسبة للقارب في الإصدار الرباعي من تشاتورانجام، تشاتوراجي.[5]
    - والفيل في شطرنج صيني (الشطرنج الصيني) لديه نفس الحركة، ولكن دون قفز. (يُستخدم اسم «الفيل» في قطعة الشطرنج الخيالية مع هذه الحركة: قفاز (2، 2)، ولكن لا يمكنه القفز فوق قطعة متداخلة.)

  2. مربع واحد إلى الأمام أو مربع واحد في أي اتجاه قطري
    - هذه هي نفس حركة الجنرال الفضي في لعبة شوجي.
    - في ماكروك (الشطرنج التايلاندي) وسيتوين (الشطرنج البورمي) يتحرك الفيل في نفس الاتجاه.
    - وتم وصف هذه الخطوة بالاختصار في عام 1030 تقريبًا من قِبل البيروني في كتابه الهند.

  3. مربعان في أي اتجاه متعامد، مع القفز فوق مربع واحد. (في لعبة الشطرنج الحديثة، يتحرك الرُخ بشكل متعامد.)
    - تُسمى القطعة التي تقوم بهذه الحركة دبابة في بعض أشكال الشطرنج. وتم وصف هذه الحركة من قِبل أستاذ الشطرنج العربي العدلي 840 في عمله الذي كتبه عن الشطرنج (المفقود جزئيًا). (الكلمة العربية دبابة كانت تعني في الأوقات السابقة آلة اختراق الحصار المغطاة التي كانت تُستخدم لمهاجمة التحصينات، وتعني الآن «دبابة الجيش»).
      - يشير المؤرخ الألماني جونيس كوتز (Johannes Kohtz) (1843-1918) إلى أن هذه كانت الحركة الأولى لراثا.
- أشفا (فرس)؛ تُنطق أيضًا أشوا، أشفا - يتحرك مثل الفرس في الشطرنج.
- باداتي/باتا (جندي مشاة)؛ تُنطق أيضًا بيداتي، باتا؛ تُعرف أيضًا باسم ساينيك (المحارب)—تتحرك مثل البيدق في الشطرنج.

يذكر العدلي أيضًا اختلافين آخرين:
- إحراج الشاه كان فوزًا للاعب الذي يكون في موقف يتعذر فيه الإتيان بحركة ما من غير إماتة الشاه. وظهرت هذه القاعدة مرة أخرى في بعض أشكال الشطرنج في العصور الوسطى في إنجلترا. 1600. ووفقًا لبعض المصادر، لم يكن هناك إحراج الشاه، على الرغم من أن هذا ليس واردًا.
- واللاعب الذي يسبق إلى كشف ملك الخصم (يأسر كل القطع باستثناء الملك) يكون هو الفائز. وفي الشطرنج القديم يكون هذا أيضًا فوزًا، ولكن فقط إذا لم يستطع الخصم كشف ملك اللاعب في الحركة التالية له.